# Hakea bakeriana
Hakea bakeriana är en tvåhjärtbladig växtart som beskrevs av F. Müll. & Maiden. Hakea bakeriana ingår i släktet Hakea och familjen Proteaceae. Inga underarter finns listade i Catalogue of Life.